# Ідея і Чин
«Ідея і Чин» — офіційний часопис Проводу Організації Українських Націоналістів Революціонерів на Українських Землях у 1942–1946 роках. 
Часопис заснований на початку 1942 року. Названий за однойменною працею Дмитра Мирона-Орлика.

## Редактори часопису
- Маївський Дмитро (№ 1, 1 листопада 1942 р. та № 8-9 у травні 1944 р.);
- Прокоп Мирослав (№ 2, 3, 4, 5 у 1943 р.);
- Палідович Михайло (№ 6-7, 1944 р.);
- Федун Петро (№ 10, у 1946 р.).

У десятьох випусках опубліковано статті 24 авторів. Як правило, друкувались під псевдонімами, тому важко визначити їх справжні прізвища. Проте прізвища тринадцятьох вже встановлено:
- Бусел Яків — К. Дніпровий;
- Волошин Ростислав — А. С. Борисенко;
- Гриньох Іван — І. М. Коваленко, І. В. Діброва;
- Дужий Микола — М. К., Мирон Карівський;
- Дужий Петро — Б. П. Низовий, М. В-ак, Арсен Панасенко;
- Дяків Осип — О. Горновий;
- Логуш Омелян — О. І. Степанів;
- Маївський Дмитро — П. Т. Дума;
- Мудрий Василь — Я. В. Борович;
- Михайло Палідович — Ю. М. Моряк, Л. М. Карпатський, Ю. М. Херсонець;
- Прокоп Мирослав — М. В. Вировий, О. С. Садовий, В. В. Садовий;
- Степаняк Микола — Сергій Дмитрів;
- Петро Федун — П. Полтава.

Друкувався часопис у підпільній друкарні, яка мала конспіративну назву «Прага», та знаходилась у с. Мокротин Жовківського району
Львівської області, у спеціально побудованій криївці, під підлогою великої стодоли.